# Ereteken van de Brandweer

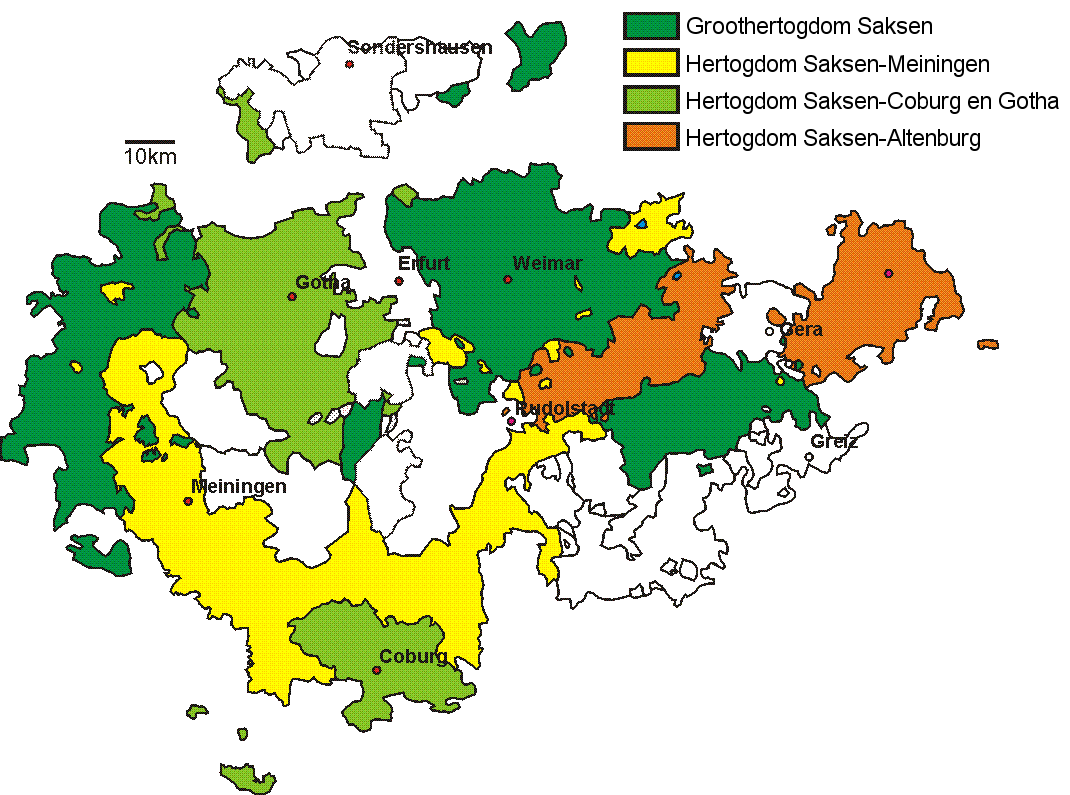
De verspreide bezittingen van de Ernestijnen

Het Ereteken van de Brandweer (Duits: Feuerwehr-Ehrenzeichen) van het hertogdom Saksen-Coburg en Gotha werd tussen 1909 en 1918 uitgereikt. De stichter van deze decoratie was de regerende hertog Karel Eduard van Saksen-Coburg en Gotha die de onderscheiding op 19 juli 1909 instelde. Het was de eerste onderscheiding voor brandweerlieden in het kleine Duitse hertogdom. De gronden waren toekenning waren:
- Bijzondere en uitstekende prestaties bij het bestrijden van branden[2] en/of
- Vijfentwintig jaar plichtsgetrouwe dienstvervulling in de brandweer[3] en/of
- Een onderscheiding voor bijzondere verdienste voor de brandweer[4].

Ook de brandweer van naburige, maar in Saksen-Coburg of Gotha opgetreden brandweerkorpsen kon worden onderscheiden. Dat is te verklaren uit het grote aantal enclaves van het sterk versnipperde hertogdom.
Het versiersel was zilveren en verguld zilveren gesp, een zogenaamde "Schnalle" op een groen lint met een citroengele bies. Men droeg dit lint op de linkerborst.
In het midden van de gesp is het vergulde en gekroonde wapenschild van Saksen afgebeeld, geflankeerd door een brandspuit met toebehoor en een helm met twee gebruikte pikhouwelen.
Op de verder onversierde keerzijde staat de naam van de fabrikant "L. – CHR. – LAUER -/- NÜRNBERG - en daaronder – ZWEIGF.- BERLIN – S.W. -/- RITTERSTR. – 46 -.
Het 43 millimeter brede lint is over een plaatje van zink getrokken. De gesp is 47 millimeter breed en 23 millimeter hoog. De gesp weegt 13 gram. Er zijn ook opengewerkte gespen bekend.

## Vergelijkbare eretekens
In Saksen-Altenburg werd een vergelijkbaar Ereteken voor Leden van de Brandweren ingesteld. Het Groothertogdom Saksen bezat een Ereteken voor de Brandweer. In alle drie de gevallen gaat het om een gesp die slechts in details verschilt van de gesp in de twee andere staten. De achtergrond van het gezamenlijk instellen van een brandweeronderscheiding van de extreme versnippering van de bezittingen van de Ernestijnen over tientallen verspreid liggende exclaves en enclaves in Thüringen. Dat betekende dat de brandweren vaak moesten uitrukken voor een brand die over de grens lag.  